# Hof van Palermo

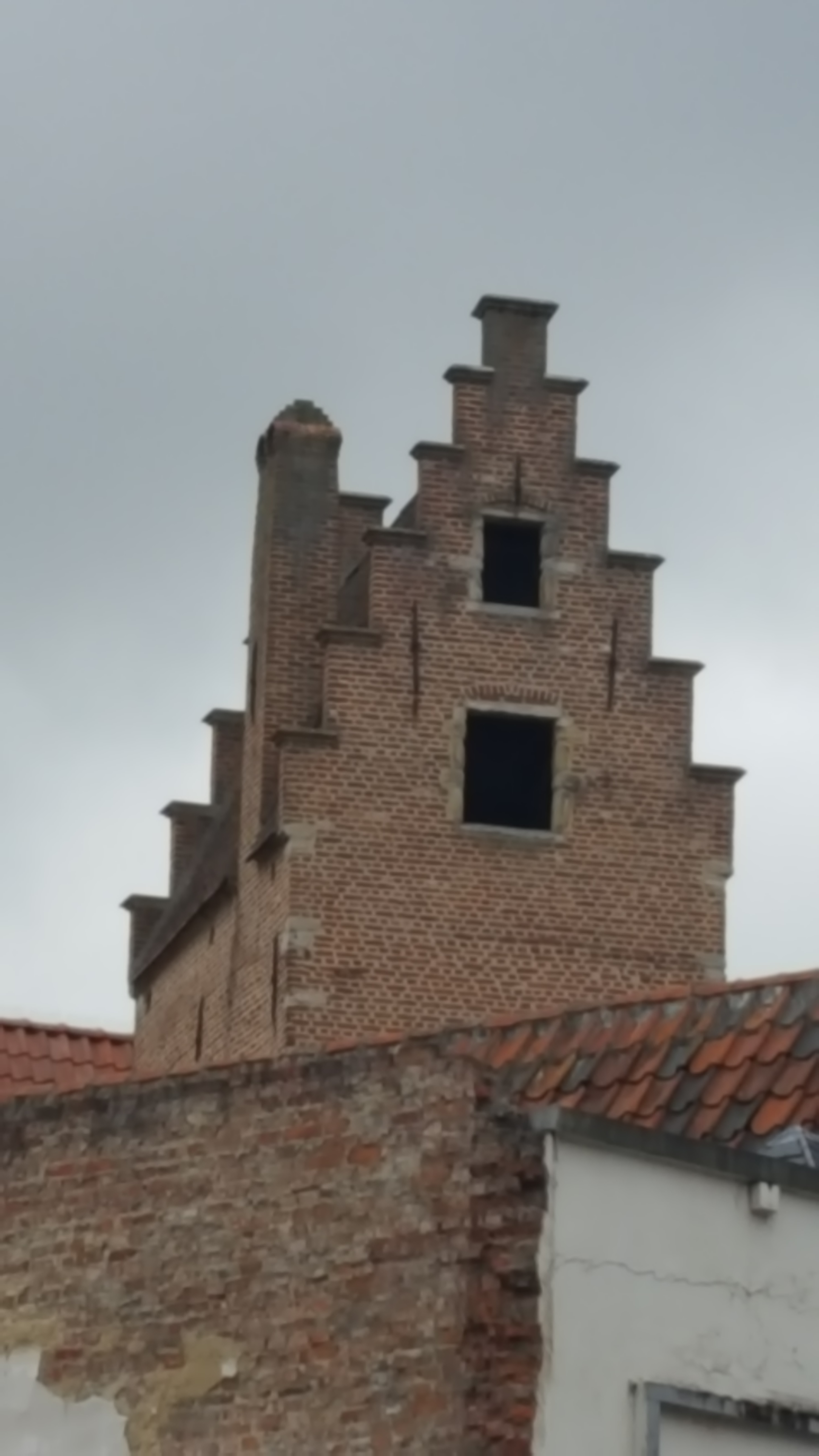

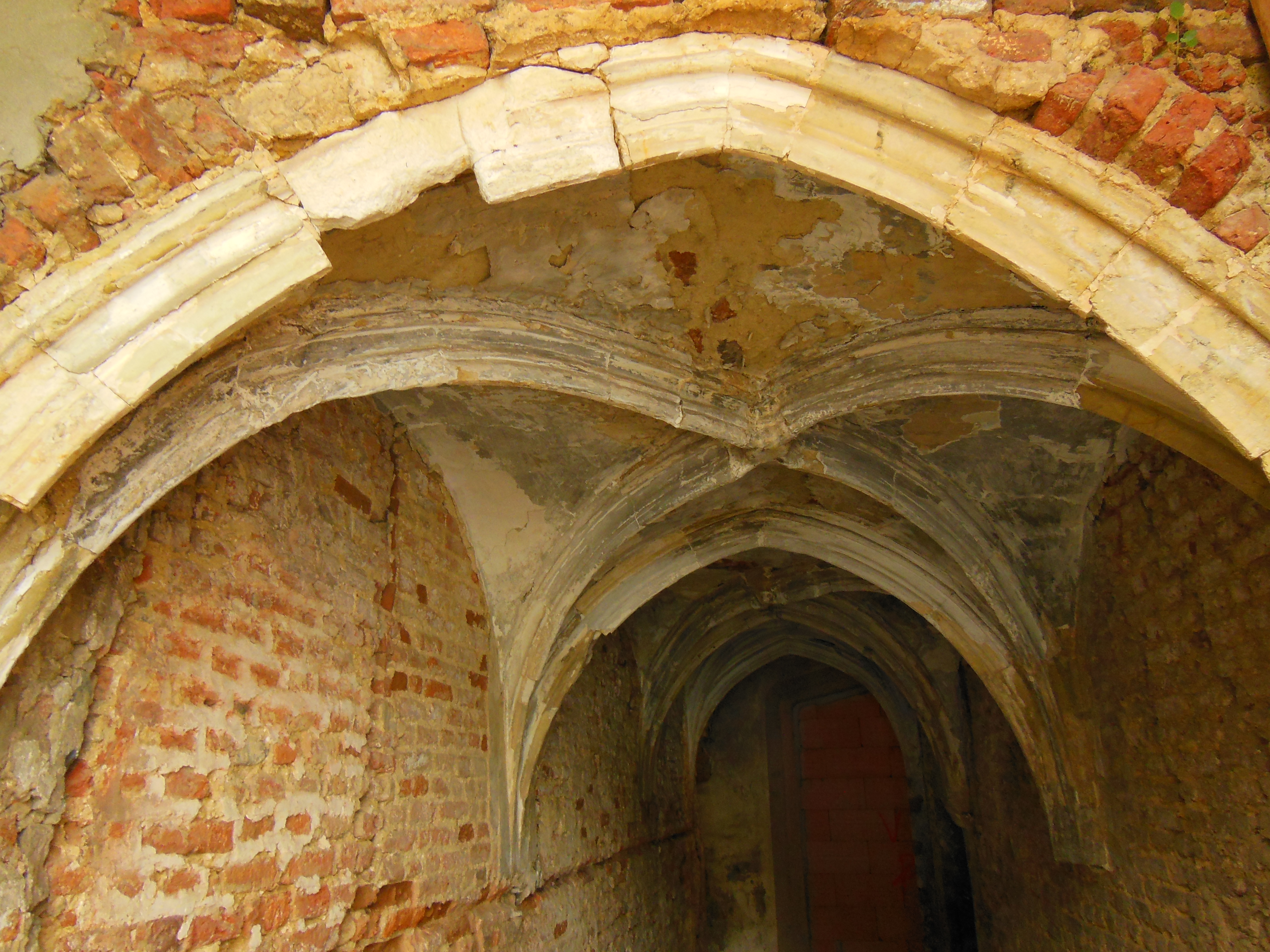

Het Hof van Palermo was een stadspaleis in Mechelen.
Het paleis werd in 1476 gebouwd in opdracht van Jan Carondelet, eerste voorzitter van de Grote Raad van Mechelen en genoemd naar zijn zoon Jan die aartsbisschop was in Palermo.
Oorspronkelijk was het van de straat afgesloten door een voorgebouw. In 1807 stond hier de afspanning Saele Van Apollo en in 1889 de rijtuigenverhuurder Den Posthoorn, daarna ook Koninklijke Manufactuur van Wandtapijten De Wit. De familie De Wit verkocht het pand in 2003 aan het Algemeen Belgisch Vakverbond afdeling Mechelen-Kempen. Omdat de restauratiekost voor het gehele complex te hoog opliep, behield deze enkel het oudste gedeelte en vatte de restauratie van de ingebouwde huistoren aan. Andere gedeeltes werden in 2008 aan een privé projectontwikkelaar doorverkocht.Deze projectontwikkelaar (Philip van Loon) heeft het gebouw afgebroken en terug laten zetten.